# Czubacz
Czubacz – wieś w Polsce położona w województwie świętokrzyskim, w powiecie kieleckim, w gminie Łopuszno.
W latach 1975–1998 miejscowość administracyjnie należała do województwa kieleckiego.